# Lennart Lindberg (konstnär)
Lars Lennart Lindberg, född 24 september 1916 i Markaryd, död 30 juni 2000 i Stora Skedvi i Dalarna, var en svensk målare och tecknare.
Lindberg studerade vid Skånska målarskolan i Malmö och vid Otte Skölds målarskola i Stockholm samt under en studieresa till Paris 1952 och under en stipendieresa till Italien & Frankrike 1953. Under åren 1954–1956 bedrev han självstudier under resor till Nederländerna, Frankrike och Tyskland. Hans konst består av gatumotiv från Södra Europa i form av målningar eller teckningar Lindberg är representerad vid Helsingborgs museum. 